# Paratetrapedia buchwaldi
Paratetrapedia buchwaldi är en biart som först beskrevs av Cockerell 1914.  Paratetrapedia buchwaldi ingår i släktet Paratetrapedia och familjen långtungebin. Inga underarter finns listade i Catalogue of Life.